# Gobierno Provisional de Judea (66-68)
El Gobierno provisional de Judea fue una entidad de gobierno de facto de corta duración de Judea, que fue establecida en el año 66 por las fuerzas rebeldes de Judea de los partidos fariseos y saduceos, y tenía como objetivo gobernar el estado de Judea. El gobierno funcionó hasta el Sitio del Templo Zelote en el año 68, cuando la mayoría de sus líderes fueron masacrados en la lucha entre rebeldes.

## Historia

Mapa del territorio cambiante en poder de las fuerzas judías durante la revuelta:
Provincia romana de Siria
Judea controlada por Roma al comienzo del levantamiento
Bajo control judío (66-67)
Bajo control judío (66-68)
Bajo control judío (66-70)
Bajo control judío (66-73)

Tras la derrota de Galo en Beth Horon en 66, la Asamblea Popular fue convocada bajo la guía espiritual de Simeon ben Gamaliel y, por lo tanto, se formó el Gobierno provisional de Judea en Jerusalén. Ananías ben Ananías, el ex Sumo Sacerdote de Israel, fue nombrado uno de los jefes del gobierno y comenzó a reforzar la ciudad, con Joshua ben Gamla también como líder. Yosef ben Matityahu fue nombrado comandante en Galilea y Golán, mientras que Yosef ben Shimon fue nombrado comandante de Jericó. John the Issene nombrado comandante de Jaffa, Lydda, Ammeus-Nikopolis y toda el área de Tamna. Eliezar ben Hananiya nombró al comandante conjunto en Edom junto con Joshua ben Zafia, con Niger el Perean el héroe de guerra durante la campaña de Gallus bajo su mando. Menasseh fue designado para Perea y Yohanan ben Hananiya para Gophna y Acrabetta.  

### Moneda

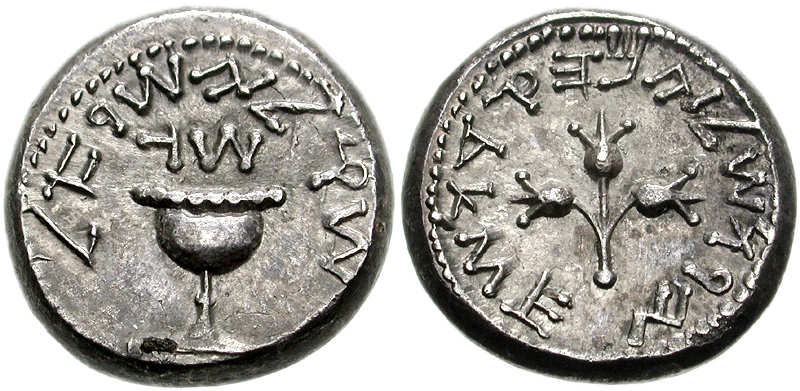
Una moneda emitida por los rebeldes en 68, Nota: alfabeto paleo-hebreo. Anverso: "Shekel", Israel. Año 3. Reverso: "Jerusalén la Santa".

Según Cecil Roth, el nuevo gobierno comenzó casi de inmediato a acuñar monedas de plata que, aunque "no fueron distinguidas ni en diseño ni en ejecución", tuvieron una importancia simbólica en la lucha por la independencia, tanto porque carecían del nombre como del año reinado. e imagen del emperador romano, y porque estaban hechas de plata. La moneda de plata era el privilegio de las mentas imperiales, las monedas de bronce que las provincias podían acuñar eran un símbolo de la subyugación de las provincias a Roma. Existe un amplio acuerdo académico de que las monedas emitidas por el gobierno de Judea durante la revuelta usan una escritura hebrea arcaica y símbolos judíos que incluyen brotes de granada, lulavs, etrogs y frases que incluyen "Shekel de Israel" y "La libertad de Sión" (חרות ציון, Herut Zion) como declaraciones políticas destinadas a reunir apoyo para la independencia.

### Desbandada
El gobierno provisional se volvió obsoleto en el año 68, cuando la lucha entre rebeldes condujo al asesinato de la mayoría de los miembros del gobierno. Según el historiador Josefo, Ananus incitó a la gente a levantarse contra los zelotes que tenían el control del templo. Las fuerzas de Ananus sitiaron a los zelotes que sostenían el templo. Cuando Juan de Giscala hizo que los zelotes creyeran que Ananus se había puesto en contacto con el general romano Vespasiano para que los ayudara a retomar el control de toda Jerusalén, los zelotes, desesperados, pidieron ayuda a los edomitas (idumeos) para evitar la entrega de la ciudad al país. Romanos Cuando llegaron los edomitas, los zelotes les abrieron las puertas de Jerusalén, y los edomitas mataron a las fuerzas de ben Hanan (Ananías ben Ananías), matándolo también. 
Después de liberar a los zelotes del templo, los edomitas y zelotes masacraron a la gente común. Remanentes del gobierno rebelde convocaron a la facción campesina encabezada por Simon bar Giora a Jerusalén, con el fin de enfrentarse a los despiadados zelotes. Si bien el carismático Bar Giora se hizo cargo de gran parte de la ciudad, no había intentado restaurar el gobierno, sino que gobernó solo de una manera despótica. Los enfrentamientos amargos entre las facciones zelotes y Bar Giora continuaron hasta el asedio romano de los 70.

## Reconocimiento
El gobierno rebelde de Judea no fue reconocido en ningún momento por el Imperio Romano y, de hecho, tuvo un reconocimiento limitado entre las facciones rebeldes. El gobierno rebelde con sede en Jerusalén tenía poca autoridad en Galilea, donde los locales no estaban satisfechos con el hecho de que un Joseph Ben Matityahu no local fuera nombrado comandante regional, marginando a Juan de Giscala y a Justo de Tiberíades, quienes rechazaron su autoridad. Además, los zelotes, campesinos y la mayoría de las facciones de Idumean con sede en Judea nunca estuvieron bajo el control directo del gobierno. Sin embargo, el Reino de Adiebene le brindó un apoyo directo, enviando suministros significativos y unos 500 hombres armados para apoyarlo.

## Consecuencias
Jerusalén permaneció principalmente bajo el control de los zelotes hasta el año 70, cuando fue saqueada por Roma. 